# VAZ-2106
O VAZ-2106 Zhiguli (alternativamente Zhiguli 2106) é um sedã produzido pela montadora soviética (mais tarde russa) VAZ e, mais tarde, após a dissolução da União Soviética, também pela russa Izhevsk Avto e pela ucraniana Anto-Rus. Nos mercados de exportação era conhecido simplesmente como Lada 1600 ou alternativamente como Lada 2106. No mercado interno era popularmente apelidado de Шестёрка (Shestyorka; O sexto). Um carro extremamente popular e um dos modelos Lada de maior sucesso, esteve em produção em série durante 30 anos (de 1976 a 2006), embora a produção na fábrica VAZ tenha terminado após 25 anos, em 2001, com a produção continuando em Izhevsk para o cinco anos finais.